# Кузнецов, Владимир Ильич
Владимир Ильич Кузнецов (род. 1933) — советский рабочий, слесарь-ремонтник, Герой Социалистического Труда.

## Биография
Родился в 16 июля 1933 года.
Работал слесарем-ремонтником цеха № 28 прессового производства Волжского автомобильного завода.
Умер 12 октября 2003 года.

## Награды и звания
- Герой Социалистического Труда (1973, за активное участие в сооружении и освоении проектных мощностей Волжского автомобильного завода и смежных с ним предприятий).
- Награждён орденом Ленина (1973).
- Отличник социалистического соревнования Министерства автомобильной промышленности СССР.